# Distonirismo
Il Distonirismo (contrazione di Distorsione onirica) è un movimento culturale ed artistico nato in Italia negli anni ottanta e promulgato attraverso un preciso Manifesto nel 1992.

## Origini
Il Manifesto della Distorsione Onirica venne redatto e divulgato nel febbraio del 1992 sulla base di alcuni assunti formulati ed elaborati dal musicista e scrittore Federico De Caroli - meglio noto con lo pseudonimo Deca - che nel corso degli anni aveva sviluppato una sua personale idea della percezione della realtà vincolata all'attività onirica.
Senza attingere in modo particolare ad altre teorie o filosofie o movimenti che avessero trattato il sogno in modo organico (es. Sigmund Freud, Carl Gustav Jung, Surrealismo), De Caroli elaborò verso la fine degli anni ottanta un suo personale approccio sull'argomento, inizialmente relazionandolo alla sua attività di compositore d'avanguardia ed autore di racconti fantastici.
Tracce di appunti scritti su questa prima fase si trovano in una rivista amatoriale intitolata OCNI che stampava in proprio e distribuiva ad una ristretta cerchia di conoscenze con la collaborazione del musicista Max Marsella, già comparso come chitarrista in alcune produzioni discografiche, tra cui l'album Synthetic Lips.
In questa pubblicazione, di cui uscirono forse tre numeri, veniva dato risalto attraverso brevi paragrafi, aforismi e riflessioni all'idea che l'identità totale della realtà in cui vive l'individuo sia la somma dei vari livelli di percezione che l'individuo stesso può avere. In particolar modo, all'interazione tra la percezione sensoriale ed emotiva nello stato di veglia e quella nello stato di sonno.
Parimenti, i primi assunti confluivano nelle modalità di composizione musicale che Deca stava seguendo nella realizzazione del nuovo album Claustrophobia, pubblicato poi nel 1989.
Tuttavia l'origine nominale del progetto va ricercata in un concerto che Deca allestì nell'autunno del 1988 per portarlo in scena in un'unica occasione a Milano, alla rassegna internazionale di musica elettronica Decadenze-a-Dissonanze; e di cui successivamente divulgò i brani musicali attraverso un demo intitolato Oniric Warp (traducibile dall'inglese come Dilatazione Onirica).

## Formalizzazione del progetto
Abbreviando la definizione di Distorsione Onirica nel più semplice termine Distonirismo, Federico De Caroli redasse un Manifesto nel 1992 coagulando attorno alla rivista Introipse l'attenzione e la collaborazione di alcuni amici interessati a sviluppare il movimento, già tutti attivi in campo letterario e artistico figurativo o musicale. Non è mai stato appurato se il Manifesto fosse interamente redatto da De Caroli o se vi misero mani altri. Di fatto fu sottoscritto di proprio pugno con formale adesione da almeno quattro dei componenti del nucleo originario di Introipse: Max Marsella, l'illustratore e poeta d'avanguardia Luigi Zecchini, l'illustratore Andrea Canepa, l'artista figurativa e scrittrice Jiza. Tale nucleo partecipò attivamente alla redazione della rivista - nella forma più vicina ad una fanzine - per tutti i nove numeri ufficialmente divulgati fino al 1993 con cadenza aperiodica. I contributi constavano di illustrazioni, poesie e racconti in sintonia col Manifesto e furono spesso integrati dai lavori di altri artisti e scrittori vicini alle teorie distoniriste, tra cui il disegnatore di fumetti Massimo Vidili in arte Bela.
L'attività collettiva legata al Distonirimo non andò comunque oltre questa rivista e salvo rari casi di cooperazione in altri ambiti, ognuno portò poi avanti nei suoi singoli progetti le idee esposte nel Manifesto. La maggior parte dei nomi coinvolti è rimasta a margine dell'ufficialità e non ha mai goduto di particolari attenzioni da parte dei circuiti culturali più rilevanti. Solo Deca grazie alla sua cospicua carriera musicale ha mantenuto costante negli anni la portata e l'originalità del Distonirismo. Oltre al suo diario onirico Nella penombra il demone pubblicato nel 2009 assemblando frammenti di sogni e annotazioni di distorsioni oniriche (come egli stesso evidenziò nel sottotitolo del libro), il più rilevante esempio di letteratura distonirista resta ad oggi il monumentale romanzo Il futuro è finito. Frutto di cinque anni di lavoro e pubblicato nel 2016, mette in gioco tutti gli stilemi e i fondamenti della distorsione onirica, narrando un grande affresco metaforico e simbolico della deriva sociale e individuale con un catastrofico finale a tesi.
Al libro è complementare un disco di musica elettronica con cui condivide in parte il titolo e la suddivisione in capitoli-brani: Onirodrome Apocalypse, pubblicato nel 2014, dove le atmosfere del romanzo prendono forma in sonorità ricercatissime sempre frutto di una percezione ed elaborazione della realtà in chiave distonirista.

## Manifesto
A proposito del Manifesto della Distorsione Onirica, scriveva il suo autore in una prefazione sulle pagine di Introipse: "lungi dall'essere un movimento religioso, massonico o messianico, la Distorsione Onirica o Distonirismo intende proporsi come fulcro accentratore di stili di vita e personalità che facciano pieno riferimento al sogno come parte integrante della coscienza individuale e collettiva; e questa rivista è nata come organo di confronto iniziale, utile a divulgare direttamente attraverso le parole e i segni la sua grande potenzialità, aperta su strade future che intendono arrivare lontano.
Per quanto è dato di trascrivere in base ai materiali d'archivio disponibili, il Primo Manifesto della Distorsione Onirica enunciava quanto segue:
- La Distorsione Onirica o Distonirismo può essere definita come uno stile di vita che faccia pieno riferimento alla propria attività onirica; attività che non è semplice compendio alla coscienza della realtà tangibile quotidiana, ma parte integrante del nostro esistere sotto ogni aspetto.
- L'onirico è un livello di coscienza libero.
- Il sogno è l'unica porta, l'unica via di fuga dalla rigorosità della propria percezione del reale nello stato di veglia, l'unica via d'accesso alla verità della propria logica, delle proprie sensazioni, delle proprie emozioni.
- Distorsione Onirica vuol dire avere un filtro soggettivo ed esclusivo per la percezione della realtà globale.
- Sul piano creativo la Distorsione Onirica sublima ogni emozione e sensazione in rappresentazioni personali complete. le quali, attraverso il sogno, si concretizzano in porzioni di realtà autentica e definitiva.
- Coloro che aderiscono al Manifesto si propongono di agire per mezzo del libero e continuo scambio fra i livelli di percezione.
La prima redazione del Manifesto constava probabilmente di altri enunciati. La sensazione è che quanto riportato nelle pagine di Introipse fosse un sunto parziale di una versione più dettagliata. In realtà le basi teoriche del Distonirismo sono estremamente complesse ed è improbabile che il Manifesto si limitasse ai punti sopra riportati. C'è anche chi sostiene che nel Manifesto i concetti fossero stati semplificati, in parte per le finalità divulgative, in parte per il fatto che nell'ambito del progetto iniziale esso era teso ad concentrare iniziative artistiche.